# Liste de ponts des Hauts-de-Seine
Cette page recense les ponts des Hauts-de-Seine. Elle comprend les trois ponts d'une longueur supérieure à 100 mètres, ainsi que la trentaine de ponts inscrits à l'inventaire national des monuments historiques.

## Ponts de grande longueur
Trois ouvrages de longueur totale supérieure à 100 m sont recensés sur le réseau autoroutier du département des Hauts-de-Seine :
- le viaduc de Saint-Cloud (autoroute 13) ;
- le viaduc de Carrières-sur-Seine (autoroute 14) ;
- le viaduc de Gennevilliers (autoroute 15).

## Ponts présentant un intérêt architectural ou historique
Les ponts des Hauts-de-Seine inscrits à l’inventaire national des monuments historiques sont recensés ci-après.

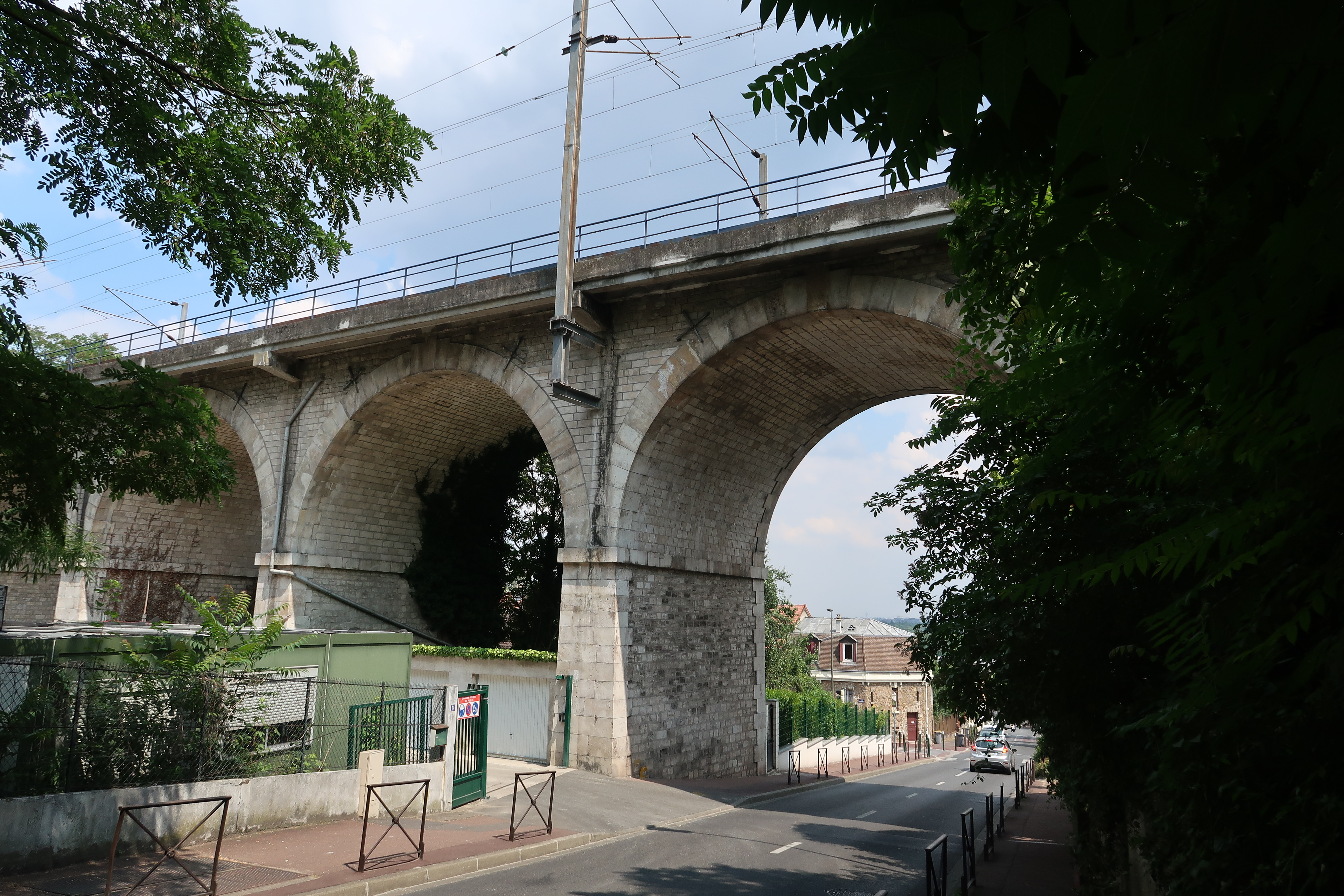
Viaduc des Vaux d'Or : Suresnes à gauche, Saint-Cloud à droite.

- Pont de chemin de fer - Asnières-sur-Seine - XXe siècle
- Pont routier dit Pont des Suisses - Bagneux - XXe siècle
- Pont aqueduc dit Passerelle de l'Avre - Boulogne-Billancourt - XIXe siècle
- Pont de chemin de fer dit Pont d'Asnières - Asnières-sur-Seine - XIXe siècle
- Pont routier dit Pont de Clichy - Clichy - XIXe siècle
- Pont routier dit Pont de Gennevilliers - Clichy - XXe siècle
- Pont de chemin de fer - Courbevoie - XIXe siècle ; XXe siècle
- Pont routier dit Pont Bineau, puis Pont de Courbevoie - Courbevoie - XIXe siècle
- Pont de chemin de fer de Paris à Mantes par Argenteuil - Gennevilliers - XXe siècle
- Pont d'Argenteuil - Gennevilliers - XXe siècle
- Pont d'Épinay - Gennevilliers - XXe siècle
- Pont de Saint-Ouen-les-Docks - Gennevilliers - XIXe siècle
- Pont dits Ponts de Billancourt - Issy-les-Moulineaux - XIXe siècle
- Pont, Viaduc (Pont Routier) dit Pont de Levallois - Levallois-Perret - XXe siècle
- Pont dit Viaduc de Val Fleury, Pont Hélène - Meudon - XIXe siècle ; XXe siècle
- Pont routier dit Pont de Neuilly - Neuilly-sur-Seine - XVIIIe siècle ; XXe siècle
- Pont ferroviaire - Rueil-Malmaison - XIXe siècle ; XXe siècle
- Pont routier dit Pont de Chatou - Rueil-Malmaison - XIXe siècle ; XXe siècle
- Pont dit Pont de Saint-Cloud - Saint-Cloud - IXe siècle ; XIVe siècle ; XVIe siècle ; XIXe siècle ; XXe siècle
- Pont - Sèvres - XVIIe siècle
- Pont de chemin de fer de Sèvres - Sèvres - XIXe siècle
- Pont de Sèvres - Sèvres - XXe siècle
- Pont dit Pont Saint-Romain - Sèvres - XVIIIe siècle
- Viaduc des Bas Rogers - Suresnes - XIXe siècle
- Viaduc du Val-d'Or - Suresnes - XIXe siècle
- Pont de Suresnes - Suresnes - XXe siècle
- Pont Henri-Sellier - Suresnes
- Pont de l'île Saint-Denis - Villeneuve-la-Garenne - XXe siècle

## Sources
Base de données Mérimée du ministère de la Culture et de la Communication.